# Hagonoy (Bulacan)
Hagonoy è una municipalità di prima classe delle Filippine, situata nella Provincia di Bulacan, nella Regione del Luzon Centrale.
Hagonoy è formata da 26 baranggay:
- Abulalas
- Carillo
- Iba
- Iba-Ibayo
- Mercado
- Palapat
- Pugad
- Sagrada Familia
- San Agustin
- San Isidro
- San Jose
- San Juan
- San Miguel

- San Nicolas
- San Pablo
- San Pascual
- San Pedro
- San Roque
- San Sebastian
- Santa Cruz
- Santa Elena
- Santa Monica
- Santo Niño (Pob.)
- Santo Rosario
- Tampok
- Tibaguin